# Aeroportul Bajhang
Aeroportul Bajhang (IATA: BJH, ICAO: VNBG) este un aeroport din Jaya Prithvi Municipality⁠(d), Bajhang District⁠(d), Sudurpashchim Province⁠(d), Nepal ce deservește zona Bajhang District⁠(d).
Situat la o altitudine de 1.250 m, aeroportul dispune de o singură pistă.